# Eugen Patachi

Eugen Patachi (n. 16 iunie 1940, Alba Iulia - d. 22 august 2008, la Cluj-Napoca) a fost un pictor român, reprezentant al curentului realist.
Între anii 1962-1968 a urmat cursurile Institutului de Arte Plastice "Ion Andreescu" din Cluj-Napoca, unde i-a avut ca profesori și pe Petre Abrudan și Aurel Ciupe.
Din 1968 a lucrat ca profesor de liceu și apoi ca profesor de pictură la Liceul de Arte Plastice „Romul Ladea” – Cluj-Napoca, de unde s-a pensionat ca director în 2000.
În iunie 2009, la Muzeul Național de Artă din Cluj a fost deschisă o expoziție retrospectivă de pictură dedicată artistului clujean Eugen Patachi, cuprinzând lucrări reprezentative pentru opera plasticianului.